# Правительство Республики Ингушетия
Правительство Республики Ингушетия (ингуш. ГӀалгӀай Республика Доалче) — высший исполнительный орган государственной власти Республики Ингушетия. Председатель Правительства назначается Главой Республики Ингушетия с согласия Народного Собрания Республики Ингушетия. Правительство Республики Ингушетия состоит из Председателя, его заместителей и министров Республики Ингушетия, которые также назначаются Главой Ингушетии.

## История
28 февраля 1993 года были проведены выборы Президента Ингушской Республики, на которых ингушским народом был выдвинут единственный кандидат — генерал-майор Руслан Султанович Аушев. Получив в ходе голосования поддержку 99,94 процентов голосов избирателей, Руслан Аушев стал первым Президентом Ингушетии.
7 марта, в день своей инаугурации, Президент Ингушетии издал указ о «переводе всех органов исполнительной власти Ингушетии под свою юрисдикцию, в связи с избранием его Президентом Ингушской Республики». Началось формирование органов государственной власти республики. 24 марта указом Президента Ингушской Республики Руслан Мажитович Татиев был назначен Председателем Совета Министров Ингушской Республики.
Уже после того, как первый премьер приступил к своим обязанностям, 2 апреля 1993 г. Президентом Ингушской Республики было утверждено Временное Положение о Совете министров Ингушской Республики.
8 апреля 1993 года был издан Указ Президента Ингушской Республики «Об образовании органов государственного управления Ингушской Республики». Таким образом был сформирован Совет Министров — Правительство Ингушской Республики.

## Председатели Правительства Ингушетии
1. Руслан Мажитович Татиев (24 марта — 5 июля 1993[3])
2. Тамерлан Муратович Дидигов (5 июля 1993 — 21 марта 1994)
3. Мухарбек Ильясович Дидигов (21 марта 1994 — 9 декабря 1996)
4. Белан Багаудинович Хамчиев (10 декабря 1996 — 3 августа 1998)
5. Магомед-Башир Зияутдинович Дарсигов (3 августа 1998 — 24 ноября 1999)[4]
6. Ахмед Исаевич Мальсагов (24 ноября 1999 — 14 июня 2002)[4]
7. Виктор Андреевич Алексенцев (26 августа 2002 — 3 июня 2003)[4]
8. Могушков, Тимур Ахметович (3 июня 2003 — 30 июня 2005)
9. Ибрагим Солсаевич Мальсагов (30 июня 2005 — 13 марта 2008)[4]
10. Харун Магометович Дзейтов (14 марта — 12 ноября 2008)[4]
11. Рашид Яхьяевич Гайсанов (13 ноября 2008 — 5 октября 2009)[5]
12. Воробьёв, Алексей Олегович (5 октября 2009 — 10 марта 2010)[6]
13. Муса Мажитович Чилиев и. о. 10 марта 2010 — 21 марта 2011 (21 марта 2011 — 19 сентября 2013)[7]
14. Абубакар Магометович Мальсагов (19 сентября 2013 — 18 ноября 2016)[8]
15. Руслан Магометович Гагиев (18 ноября 2016 — 9 сентября 2018)[9]
16. Зялимхан Султанхамидович Евлоев (9 сентября 2018 — 8 сентября 2019)
17. Константин Юрьевич Суриков (9 сентября 2019 — 27 января 2020)
18. Владимир Владимирович Сластенин (врио 27 января — 26 марта 2020; с 26 марта 2020)

## Представитель вСовете Федерации России
- Илезов Михаил Бангирович — с 9 сентября 2024 года